# Cata e i misteri della sfera
Cata e i misteri della sfera (Señales del fin del mundo) è una telenovela argentina creata da Carolina Vespa, Ricardo Morteo e Marcos Villalón e prodotta da Dori Media Group, che ha come protagonisti Micaela Riera e Santiago Ramundo. La serie è formata da un'unica stagione di centoquindici episodi.

## Trama
Catalina Perticelli, una ragazza orfana di madre, si trasferisce con il padre Nicolás in una nuova città, Laguna Deseada, nella casa un tempo appartenuta al nonno. Il nonno (chiamato dagli abitanti del luogo "il vecchio matto") in passato passava interi giorni nel seminterrato per fare degli esperimenti su un'insolita sfera, che viene trovata da Catalina. Per sbaglio lei la apre e fa venire da un'altra dimensione due cloni, chiamati poi da lei Adrián e Leo. Cata all'inizio cerca di nasconderli, ma successivamente li fa conoscere in giro come due ragazzi normali, presentandoli come suoi cugini. Il compito principale di Catalina è quello di nasconderli da una associazione segreta con lo scopo di catturarli.
Cata comincia a frequentare una scuola di musica e s'innamora di Damián, ma deve fare i conti con la sua gelosa fidanzata, Eme. Leo si innamorerà di Sofia, una delle migliori amiche di Cata conosciute all'accademia, e lei di lui, mentre Adrián si innamorerà di Eme. Camillo, il fratello di Tamara, si innamorerà di Cata e cercherà di convincerla che Damián non è adatto a lei. Durante il corso della serie arriveranno dall'altra dimensione altri due cloni: Numa e Jazmín (Jaz).

## Personaggi ed interpreti
- Catalina "Cata" Pertichelli, interpretata da Micaela Riera e doppiata da Beatrice Caggiula.
- Nicolás Pertichelli, interpretato da Federico D'Elía e doppiato da Diego Sabre.
- Damián, interpretato da Santiago Ramundo e doppiato da Alessandro Capra.
- Marina "Emi" Pineiro, (originalmente Marina "Eme" Piñeiro), interpretata da Macarena Paz e doppiata da Jolanda Granato.
- Adrián Pertichelli, interpretato da Josè Areco e doppiato da Marco Benedetti.
- Leonardo Pertichelli, interpretato da Juan Areco e doppiato da Omar Maestroni.

## Puntate
In Argentina, la telenovela è andata su Canal 7 dall'11 dicembre 2013 al luglio successivo.
La trasmissione italiana ha invece inizio il 26 maggio 2014. Viene sospesa durante l'estate e riprende l'8 settembre 2014. Viene fermata nuovamente nel mese di ottobre e ricomincia il 13 aprile 2015 sempre sulla stessa rete per concludersi definitivamente l'11 luglio con un doppio episodio.
| Stagione       | Puntate | Prima TV originale | Prima TV in italiano |
| -------------- | ------- | ------------------ | -------------------- |
| Prima stagione | 115     | 2013-2014          | 2014-2015            |

## Produzione

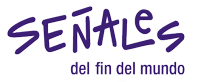
Logo originale della serie

Nel 2010 appare la notizia di una nuova serie dai titoli provvisori "Señales" e "Señales, una aventura de otro mundo" per cui si stava registrando un episodio pilota che sarebbe stato presentato al MIPCOM della città di Cannes nell'ottobre dello stesso anno. Viene anche annunciato che le riprese ufficiali sarebbero iniziate tra febbraio e marzo del 2011. Erano previsti tra i 120 e i 150 episodi della durata di un'ora con produzione AMJA TV e Andrea Stivel Producciones. Il progetto, però, venne lasciato in standby per impegni diversi delle case produttrici che chiusero l'accordo per il compimento dello sceneggiato. La musica di scena di tutti i capitoli è composta, eseguita e prodotta da Braulio Aguirre.
La produzione passa, nel 2012, alla compagnia israeliana Yair Dori International, non avendo ancora nessuna collocazione televisiva. Agli inizi di giugno del 2013 iniziano le prime riprese a Pilar, città appartenente alla provincia di Buenos Aires per le scene esterne e successivamente quelle interne negli studi Pampa sempre della capitale argentina. Nello stesso mese si sono svolti alcuni casting in Italia, Spagna e in Israele. La fiction viene registrata in alta definizione.
Viene trasmessa su Canal 7 dall'11 dicembre 2013 fino al luglio successivo. Gli attori vengono presentati attraverso alcune ospitate sulla rete di trasmissione della telenovela. Il 7 luglio 2014 i protagonisti della serie hanno fatto uno spettacolo negli studi del canale per i fan che viene trasmesso dieci giorni dopo in televisione.
Viene confermata una seconda stagione, le cui riprese dovevano iniziare a luglio 2014, ma viene emanato un comunicato della casa produttrice che annuncia l'inizio delle registrazioni per febbraio 2015; nonostante non venga mai realizzata. 
L'attrice protagonista, Micaela Riera, è ospite al Giffoni Film Festival il 19 luglio 2014 per presentare la serie, dove canta anche una canzone dalla colonna sonora. Durante la sua permanenza in Italia, Riera ha detto che probabilmente ci sarà un tour in Italia e in Israele con gli attori della serie e registra la canzone "Due pianeti", versione italiana di "Quiero Que Me Lleve Tu Amor" che viene pubblicata agli inizi di agosto.

### Casting
Nel backdoor pilot il cast era composto da: Florencia Otero, Maxi Ghione, Natalia Cociuffo, Inés Palombo, Juan Areco e Jose Areco, Mariana Prommel, Boris Baks, Camila Salazar, la partecipazione speciale di Luisa Kuliok e altri attori. Il nome originario del personaggio di Marina era Marisa.
La troupe finale è quasi totalmente cambiata, tranne per i gemelli Areco. Tramite il casting milanese è stata eletta Veronica Appeddu per interpretare Bianca dall'episodio 70, invece, il pubblico spagnolo è rappresentato da John Varo e quello israeliano da Danielle Bliberg. Per entrare nella serie, tutti gli attori hanno dovuto svolgere un casting. Ramundo fu contattato per svolgere un provino e dopodiché fu scelto per interpretare Damian, mentre la Riera e la Paz hanno preso parte alle audizioni di loro spontanea volontà. La prova consisteva in canto, ballo e recitazione.
Con l'arrivo della seconda stagione, vengono annunciate delle nuove entrate: Juan Manuel Barrera, Tomás de las Heras, Agustín Suárez, Catalina Campos Leyba, Agustina del Campo, Adriana Salonia, Maxi Ghione, Marcelo Xicarts, Martín Salazar e Ximena Fassi. Nel giugno del 2014 si sono svolti nuovamente dei casting a Milano per la selezione di due artisti: uno di sesso maschile e l'altro femminile; puntate che non vengono registrate. 

### Ascolti
Alla prima visione argentina, la serie raggiunge lo 0.1% con picchi di 0.4%. Il giorno seguente ottiene invece 0.3.Nel gennaio arriva a 0.6%, confermato anche nei mesi successivi.
In Italia ha raggiunto un buon successo, diventando uno dei programmi più visti del canale, così come in Israele. Nel primo paese è stata la trasmissione più vista di giugno 2014 con un reach di circa 1.600.000 spettatori e solo nella fascia d'età tra i 6 e i 12 anni circa 650.000.

## Colonna sonora
La sigla d'apertura è "Quiero que me lleve tu amor" cantata da tutto il cast.
Dalla prima stagione è uscito un album discografico.
| Anno | Dettagli |
| ---- | --- |
| 2014 | Señales del fin del mundo - Pubblicazione: 16 marzo 2014 - Formati: CD, download digitale - Etichetta: Leader Music, Yair Dori Group |

## Premi e riconoscimenti
- 2014 - Famavision de oro 2013[34][35]
  - Vinto - Protagonista femminile televisiva a Micaela Riera.
  - Vinto - Rivelazione femminile a Sofía Pachano.
  - Vinto - Canzone principale televisiva per "Un nuevo día".
  - Nomination - Fiction giovanile alla serie.
  - Nomination - Protagonista maschile a Santiago Ramundo.
  - Nomination - Antagonista a Macarena Paz.
  - Nomination - Produzione alla serie.
  - Nomination - Coppia in fiction a Micaela Riera e Santiago Ramundo.
  - Nomination - Videoclip per "Quiero que Me Lleve tu Amor".
  - Nomination - Canzone dell'anno per "Quiero que Me Lleve tu Amor".
- 2014 - Kids' Choice Awards Argentina[36]
  - Preselezione - Attore preferito a Santiago Ramundo.
  - Preselezione - Attrice preferita a Macarena Paz.
  - Preselezione - Attore/Attrice non protagonista a Sofia Pachano.
  - Preselezione - Programma locale preferito.
  - Preselezione - Dea a Micaela Riera.
- 2015 - Famavision de oro 2014[37]
  - Vinto - Protagonista femminile giovanile a Micaela Riera.
  - Vinto - Attrice di reparto a Macarena Paz.
  - Vinto - Coppia in fiction a Micaela Riera e Santiago Ramundo
  - Vinto - Videoclip per "Cancion de los Clones".
  - Nomination - Fiction televisiva giovanile[38].
  - Nomination - Protagonista maschile giovanile a Santiago Ramundo[39].
  - Nomination - Attore di reparto a Benjamin Alfonso[40].

## Distribuzione internazionale
| Paese     | Canale                       | Data uscita      | Titolo nel paese                 | Fonte  |
| --------- | ---------------------------- | ---------------- | -------------------------------- | ------ |
| Argentina | Televisión Pública Argentina | 11 dicembre 2013 | Señales del fin del mundo        | [ 41 ] |
| Italia    | Disney Channel               | 26 maggio 2014   | Cata e i misteri della sfera     | [ 42 ] |
| Israele   | The Children Channel         | 14 marzo 2014    | Catha es misthirop de sferiosita | [ 32 ] |
| Filippine | GMA Network                  | 2 settembre 2019 | Cata                             | [ 43 ] |